# نيكو هيرزيج
نيكو هيرزيج (بالألمانية: Nico Herzig)‏ (10 ديسمبر 1983 ببوسنك في ألمانيا - ) هو لاعب كرة قدم ألماني (وحمل سابقاً جنسية ألمانيا الشرقية) في مركز الدفاع. لعب مع أرمينيا بيليفيلد وألمانيا آخن وفيهين فيسبادن وSV Wacker Burghausen ‏ وFC Würzburger Kickers ‏.

## روابط خارجية
- نيكو هيرزيج على موقع قاعدة بيانات كرة القدم.إي يو (الإنجليزية)
- نيكو هيرزيج على موقع بيانات كرة القدم. دي إي (الألمانية)
- نيكو هيرزيج على موقع Soccerway.com (الإنجليزية)
- نيكو هيرزيج على موقع عالم كرة القدم.نت (الإنجليزية)